# Emo (cognome)
Emo è un cognome di lingua italiana.

## Varianti
Il cognome non presenta varianti.

## Origine e diffusione
Il cognome è tipicamente veneto e friulano.
Potrebbe derivare dal prenome Adimaro e quindi risultare variante del cognome Adimari; alternativamente, potrebbe essere una variante di Aimo.

## Persone
- Andrea Emo (1901-1983) – filosofo veneziano
- Angelo Emo (1731-1792) – Ammiraglio della Repubblica di Venezia
- Antonio Emo Capodilista (1837-1912) – conte dell'Impero austriaco, patrizio veneto
- Umberto Emo Capodilista (1927-2010) – imprenditore e politico italiano